# Рыбин, Максим Вячеславович
Макси́м Вячесла́вович Ры́бин (род. 15 июня 1981, Жуковский, Московская область) — российский хоккеист, нападающий. Мастер спорта России.

## Биография

### Клубная карьера
Воспитанник московского «Спартака». Участник юниорского чемпионата мира 1999 года. На драфте НХЛ был выбран представителями «Анахайма» и уехал за океан. Выступая в течение двух сезонов за юниорскую канадскую команду, стал лучшим снайпером клуба. Не сумев впоследствии подписать контракт с «Анахаймом», вернулся в Россию.
В команде «Салават Юлаев» отыграл один сезон. Затем подписал контракт с «Северсталью», однако, так и не закрепившись в череповецком клубе, вернулся в «Спартак» на правах аренды. Через два года из «Северстали» снова последовал переход в родной клуб, и опять не надолго.
Два сезона провел в омском «Авангарде», где завоевал серебряные медали чемпионата. Затем уехал в Новокузнецк.
После возвращения «Спартака» в Суперлигу вновь вернулся в команду.
В 2009 году после долгого перерыва был вызван в сборную России на шведский этап Евротура, где забивал в каждом матче и вошёл в символическую сборную по итогам турнира.
Летом 2009 перешёл в «СКА».
29 июня 2012 года стало известно, что РУСАДА дисквалифицировала Максима Рыбина за допинг на три месяца.
В сезоне 2012/13 набрал лишь три очка (3+0) в 23 встречах (плюс одна голевая передача в двух встречах плей-офф). Покинул «СКА» и 30 мая 2013 года подписал контракт с «Витязем».
5 ноября 2013 года подписал контракт с «Нефтехимиком».
11 сентября 2016 года подписал контракт с «Ладой».
24 мая 2017 года подписал контракт с «Северсталью».
В июне 2020 года стало известно, что Рыбин принял решение завершить карьеру хоккеиста.

### Тренерская карьера
5 мая 2021 года вошёл в тренерский штаб Сергея Решетникова в воскресенском «Химике».
Вместе со старшим братом Артёмом основал школу хоккейного мастерства Fish Hockey.
Сын Алексей также хоккеист.

## Достижения
- Серебряный призёр чемпионата России: 2005/06 («Авангард»)
- Обладатель Кубка Шпенглера: 2010 (СКА)

## Статистика
Последнее обновление: 12 декабря 2015 года
```
-Регулярный чемпионат-  ---- Плей-офф ----
Сезон    Команда                     Лига    И    Г    П    О    Ш   И   Г   П   О   Ш
--------------------------------------------------------------------------------------
1996-97  ХК Спартак Москва           РСЛ     9    0    0    0    4  --  --  --  --  --
1997-98  ХК Спартак Москва           РСЛ    30   13    5   18   26  --  --  --  --  --
1998-99  ХК Спартак Москва           РСЛ    53   15   12   27   83  --  --  --  --  --
1999-00  Сарниа Стинг                OHL    66   29   27   56   47   7   4   1   5   2
2000-01  Сарниа Стинг                OHL    67   34   36   70   60   4   0   3   3   2
2001-02  Салават Юлаев Уфа           РСЛ    41    6    4   10   30  --  --  --  --  --
2002-03  Северсталь Череповец        РСЛ     3    0    1    1    2  --  --  --  --  --
2002-03  ХК Спартак Москва           РСЛ    29    9    4   13   65  --  --  --  --  --
2003-04  Северсталь Череповец        РСЛ    56   18   18   36   26  --  --  --  --  --
2004-05  Северсталь Череповец        РСЛ    12    0    1    1    6  --  --  --  --  --
2004-05  ХК Спартак Москва           РСЛ    30    2   15   17   20  --  --  --  --  --
2005-06  Авангард Омск               РСЛ    46    4    6   10   10  13   0   1   1  30
2006-07  Авангард Омск               РСЛ    17    5    4    9   20  --  --  --  --  --
2006-07  Металлург Новокузнецк       РСЛ    32    7   13   20   69   3   0   0   0   0
2007-08  ХК Спартак Москва           РСЛ    57   12   15   27   54   5   0   5   5   0
2008-09  ХК Спартак Москва           КХЛ    55   14   16   30  119   6   2   1   4   4
2009-10  СКА Санкт-Петербург         КХЛ    52   18    5   23   92   4   1   1   2   4
2010-11  СКА Санкт-Петербург         КХЛ    51   11    6   17   33  11   3   4   7  17
2011-12  СКА Санкт-Петербург         КХЛ    49   12   13   25   15  14   2   3   5  26
2012-13  СКА Санкт-Петербург         КХЛ    23    3    0    3   10   2   0   1   1   0
2013-14  Витязь Подольск             КХЛ    19    2    1    3    8  --  --  --  --  --
2013-14  Нефтехимик Нижнекамск       КХЛ    29    8    5   13   16  --  --  --  --  --
2014-15  Нефтехимик Нижнекамск       КХЛ    58   12   11   23   54  --  --  --  --  --
2015-16  Нефтехимик Нижнекамск       КХЛ    35    5    3    8   20  --  --  --  --  --
--------------------------------------------------------------------------------------
         Всего в КХЛ                       371   85   60  145  403  37   9   10  19  51
         Всего в OHL                       133   63   65  128  107  13   4    4   8   4
         Всего в РСЛ                       415   91   98  189  335  21   0    6   6  30

```